# NGC 2562
NGC 2562是位于巨蟹座的一个星系。它的赤经为：820.4，赤纬为：21° 8′，大小：1.4′。